# Myotis peninsularis
Myotis peninsularis är en fladdermusart som beskrevs av Miller 1898. Myotis peninsularis ingår i släktet Myotis och familjen läderlappar. IUCN kategoriserar arten globalt som starkt hotad. Inga underarter finns listade i Catalogue of Life.

## Utseende
Arten blir 4,1 till 5,0 cm lång (huvud och bål), har en 3,6 till 4,6 cm lång svans och väger 5 till 6 g. Hanar är allmänt tyngre än honor. Underarmarna är 3,5 till 4,3 cm långa och öronen är 1,4 till 1,7 cm stora. Pälsens grundfärg är beroende på årstid blek brun eller rödbrun. Hos hanar finns ett tydligare inslag av gult eller orange på ovansidan samt av endast gult på undersidan. Några arter av släktet Myotis har en utväxt på hälsporren (calcar) som liknar en köl men kölen saknas hos Myotis peninsularis.

## Utbredning
Denna fladdermus förekommer i södra delen av halvön Baja California (Mexiko). Den lever i låglandet och i bergstrakter upp till 2200 meter över havet. Arten vistas i lövfällande skogar, i blandskogar och i halvöknar med glest fördelade buskar.

## Ekologi
Individerna vilar i grottor eller i byggnader som står tomma. De bildar ibland stora kolonier som kan ha 5000 medlemmar. Myotis peninsularis hittas även i blandade kolonier med andra fladdermöss. Parningen kan ske mellan sensommaren och våren men den egentliga dräktigheten börjar först under senare vår så att ungarna föds i juni eller juli. Honor bildar före ungarnas födelse egna kolonier som är skilda från hannarna.